# Autostrada A313 (Franța)
Autostrada A313, sau A313, este o autostradă franceză scurtă, ramură a A31, care leagă aceasta din urmă de D120 spre Pont-à-Mousson, pe teritoriul comunei Atton.
Nu este concesionată și este gestionată de DIR Est.
Începând cu 1 octombrie 2009, limita de viteză a fost redusă la 110 km/h pe toate autostrăzile din Sillon Lorrain, respectiv pe A30, A31, A33 și A330.
A fost construită pentru a permite tuturor utilizatorilor autostrăzii A31 care vin din sud și se îndreaptă spre Pont-à-Mousson să evite traversarea centrului localității Atton, ale cărei străzi sunt inadecvate pentru un astfel de trafic. Prin urmare, A313 poate fi considerată ca o variantă de ocolire a localității Atton.
În 2025, gestionarea autostrăzii a fost transferată regiunii Grand Est.

## Istoric
Declarație de utilitate publică:
- 06.09.1968 : Întregul traseu al autostrăzii (A31 - D120 (54))[1]

Punere în funcțiune
- 29.09.1972 : Întregul traseu al autostrăzii (A31 - D120 (54))

## Traseu
| De la A31 până la D120 (54); secțiune gratuită, neconcesionată, gestionată de DIR Est. |                                                    |             |
| A31 E21 E23                                                                            |                                                    |             |
| Intersecție                                                                            | Nod rutier între A31 și A313 (nod rutier parțial). | A31 E21 E23 |
| A313                                                                                   |                                                    |             |
|                                                                                        | Secțiune fără ieșire pe o lungime de 3 km.         |             |
| A313                                                                                   |                                                    |             |
| RD120                                                                                  |                                                    |             |